# Ranark
Ranark le Ravageur est un super-vilain créé par Marvel Comics. Il est apparu pour la première fois dans Marvel Two-in-One #83, en 1982.

## Origine
Il y a plusieurs siècles, un indien canadien pensait être le plus grand de tous les shamans. Assoiffé de puissance, il sacrifia des vierges pour des démons en échange d'un plus grand pouvoir. D'autres shamans s'allièrent pour le vaincre et le plongèrent dans un sommeil éternel. Son esprit fut volé et placé dans une urne qui fut alors cachée dans une grotte au nord des montagnes d'Alberta.
Un jour, Shaman de la Division Alpha découvrit la grotte, après un séisme. L'esprit de Ranark réussit à contrôler le super-héros qui le libéra. Shaman tenta de le capturer mais Ranark était trop puissant pour lui. Ranark découvrit le futur en puisant dans la mémoire de Shaman, et décida de détruire cette nouvelle civilisation, pour rebâtir un monde nouveau.
Il s'enfuit dans le Nord sauvage, où il fut attaqué par l'armée. Il partit pour Winnipeg dans le but de s'y établir et donner une leçon à ses habitants. La Division Alpha aidée de La Chose réussirent à le vaincre, et Shaman l'enferma dans un cocon mystique.

## Pouvoirs
- Ranark est un géant mesurant 7 mètres de haut, assez fort pour porter un bus. Sa taille le rend très résistant et il a supporté les coups portés par Sasquatch. Par simple volonté, il peut reprendre taille humaine.
- Il peut se déplacer en lévitant à vitesse réduite, ou en s'enfonçant dans le sol
- En tant que shaman indien, il peut contrôler les esprits de ses adversaires et lire leurs esprits ou les faire souffrir. Il ne semble utiliser ce don que sur une seule personne à la fois.
- Il peut s'entourer d'un champ mystique qui le protège et même se transformer en ce qu'il désire. Ainsi, on l'a déjà vu se changer en tourbillon d'air.
- Le shaman contrôle les éléments de l'air, du feu et de la terre. Il peut faire pousser des racines géantes ou des mains de pierre qui emprisonnent ses adversaires, provoquer des tremblements de terre en touchant le sol. Il peut aussi provoquer des orages ou modifier le climat d'une région. Ses mains peuvent émettre des rafales d'énergie et il semble pouvoir absorber l'énergie électro-magnétique (comme celle émise par Vindicator).